# Villarta-Quintana
Villarta-Quintana tỉnh và cộng đồng tự trị La Rioja, phía bắc Tây Ban Nha. Đô thị này có diện tích là 24,73 ki-lô-mét vuông, dân số năm 2009 là 144 người với mật độ 5,82 người/km². Đô thị này có cự ly 53 km so với Logroño.